# Sargé-lès-le-Mans
Sargé-lès-le-Mans è un comune francese di 3 686 abitanti situato nel dipartimento della Sarthe nella regione dei Paesi della Loira.

## Società

### Evoluzione demografica
Abitanti censiti